# Port d'Avilés
El port d'Avilés està situat en ambdues marges de la ria d'Avilés, a Astúries. Està banyat pel mar Cantàbric i consta de diversos molls per l'amarrament de vaixells de diferent calat, entre els quals calen destacar la Dàrsena de Sant Agustí, el Moll de Raíces i la Dàrsena de San Juan de Nieva per ser els més amplis.
La quantitat de mercaderies que es carreguen aquí creix any rere any, però són d'especial interès les enormes quantitats d'alumini per a la fàbrica de Alcoa (antiga Inespal), d'acer i ferralla per a la factoria de Arcelor Mittal i de zinc per a la fàbrica Asturiana de Zinc, pertanyent a Xstrata, que desembarquen aquí cada any. A més es tracta del port pesquer més important de tota la regió, superant al Musel de Gijón en captures descarregades.
Així mateix, l'Autoritat Portuària d'Avilés també controla els usos del Port Esportiu d'Avilés, que es troba annex a la dàrsena pesquera, més concretament en la part més propera al Centre Cultural Internacional Oscar Niemeyer.

## Tràfic
| 1991   | 1992  | 1993  | 1994  | 1995  | 1996  | 1997  | 1998  | 1999  | 2000  | 2001  | 2002  | 2003  | 2004  | 2012  |       |
| Avilés | 3.413 | 3.683 | 3.446 | 4.044 | 4.099 | 3.852 | 3.748 | 3.909 | 3.514 | 4.138 | 3.794 | 4.162 | 4.771 | 5.086 | 5.118 |